# Chiddy Bang
Avant sa séparation, Chiddy Bang était un groupe de pop-rap composé d'Anamege connu sous le surnom de Chiddy, et de Beresin, connu sous le surnom de Xaphoon Jones. Le duo est intronisé par l'ancien membre Zachary Sewall à la fin de 2008 lorsqu'ils étudiaient à la Drexel University dans l'État de Philadelphie. Leur style musical était un mélange de hip-hop et d'usage alternatif de samples d'artistes comme Ellie Goulding, Radiohead, Sufjan Stevens, Passion Pit, MGMT, Matt and Kim, et Yelle. En 2013, Noah Beresin quitte le groupe pour se consacrer à la production, et Chiddy Bang devient artiste solo, tandis que Noah collabore fréquemment avec lui.

## Biographie

### Formation et succès (2009)
À la fin de février 2009, le blogue musical Pretty Much Amazing met en ligne cinq chansons de Chiddy Bang, à l'origine publiées sur leur compte Myspace. Le groupe se popularise underground sur les blogs musicaux et dans les lycées locaux. Pretty Much Amazing continue occasionnellement de mettre en ligne des chansons de Chiddy Bang, et le groupe met en ligne sa première mixtape gratuite intitulée The Swelly Express. À la première nuit des MTV O Music Awards, Chidera « Chiddy » Anamege of Chiddy Bang entre dans le Livre Guinness des records dans les catégories de « plus long freestyle de rap » et « plus long marathon de rap ». Chiddy vole le trône à M-Eighty, qui brise le record en 2009 en rappant pendant 9 heures, 15 minutes et 15 secondes, et en freestylant 9 heures, 18 minutes, et 22 secondes.

### The Swelly ExpressetAir Swell(2009–2010)
The Swelly Express est la première mixtape du duo Chiddy Bang et Andrew Chidwick. La mixtape se popularise rapidement grâce au single Opposite of Adults qui fera partie de la tracklist du jeu Need for Speed: Hot Pursuit. The Swelly Express raconte la montée de Chiddy Bang dans la musique et ses expériences avec les labels discographiques. La mixtape est félicitée par les fans par son style de production, incluant des samples de Passion Pit (Truth), Tinie Tempah et Pogo (Expialidocious). Le 8 avril 2010, Chiddy Bang suit The Swelly Express avec la mini-mixtape Air Swell.

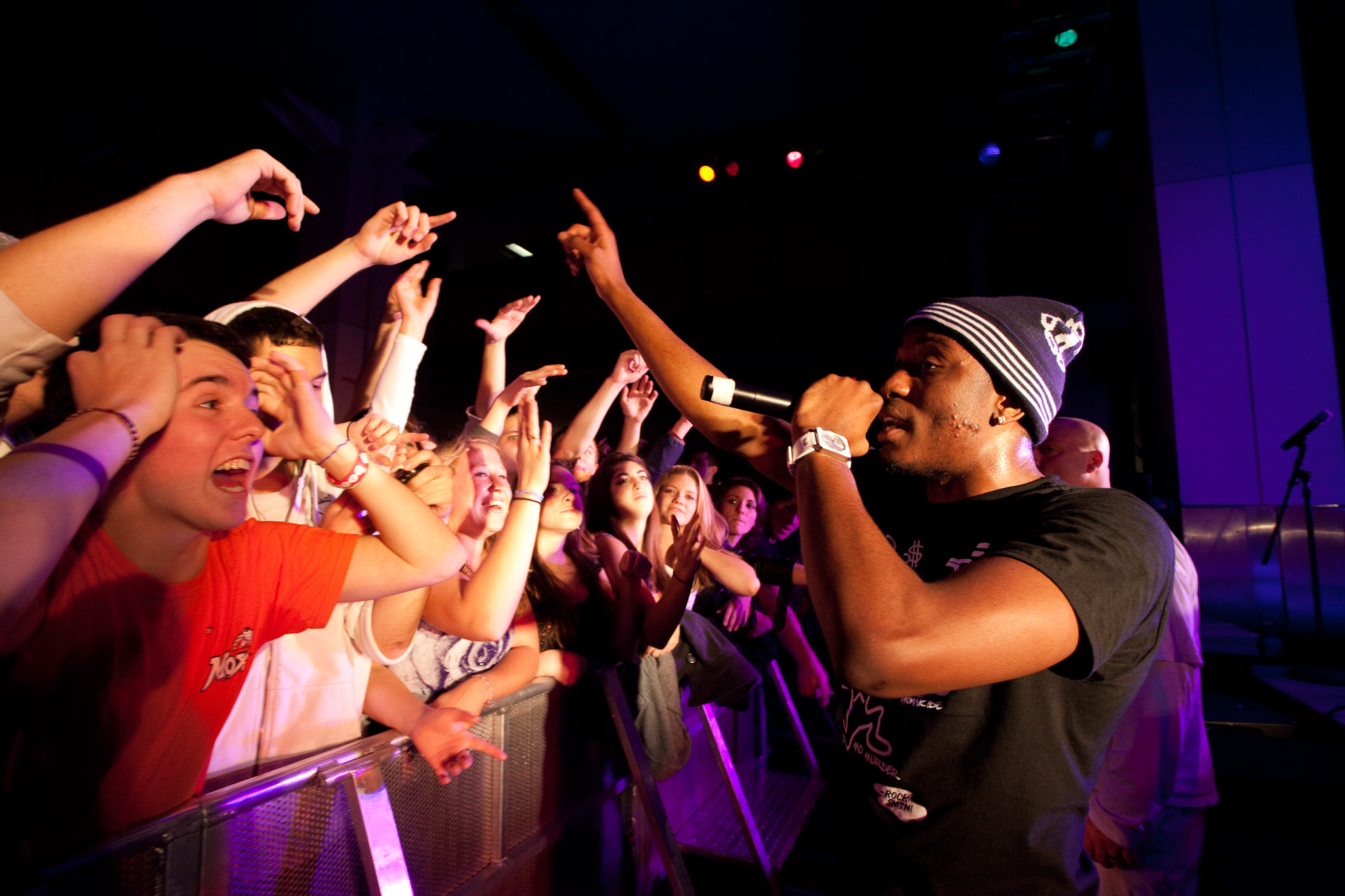
Chiddy Bang à la Rensselaer Polytechnic Institute le 4 décembre 2010.

Parlophone, une division d'EMI Group, entend parler du groupe et de sa popularité sur Internet. Selon le président Miles Leonard, les employés de la société écoutaient la chanson Opposite of Adults tout l'été, le manager A&R Ollie Slaney expliquant : « si on continue à l'écouter peut-être qu'on pourra en faire quelque chose. » Le duo signe à Parlophone/EMI et prévoit un album studio pour 2011. Chiddy Bang signe exclusivement avec Jesse Kirshbaum de la NUE Agency le 29 avril 2010 pour les bookings. Cette même année, le groupe organise sa première tournée, The Swelly Life Tour avev Donnis et XV. Le duo joue également pour Tinie Tempah à sa tournée britannique Disc-overy . Chiddy Bang joue dans la majeure partie des lycées du pays et dans de nombreux festivals tels que Lollapolooza, Austin City Limits, Bamboozle, Bonnaroo, Wireless Festival, Glastonbury et l'Electric Forest Festival.

### Peanut Butter and SwellyetBreakfast(2011–2012)
Le duo publie sa nouvelle mixtape, Peanut Butter and Swelly, en mai 2011, anticipant la sortie de leur premier album, Breakfast. Cette troisième mixtape se compose de quinze chansons en featuring avec des rappeurs comme Trae. Chiddy Bang prévoit initialement la sortie de son premier album studio, Breakfast en 2011, mais il est finalement programmé pour novembre 2011, puis pour février 2012 avant d'opter pour la publication du premier single Ray Charles. L'album est programmé le 22 février 2012 à minuit sur iTunes et mis à disposition des internautes sur le Google Play Music Store, iTunes, et Walmart. Le premier single, Mind Your Manners est publié le 29 juin 2011, et devient la bande-son du jeu vidéo Madden NFL 12.

### Baggage Claim(depuis 2014)
Le 18 juin 2014, Xaphoon Jones annonce se consacrer à une carrière en solo dans la production musicale. Chiddy annonce la sortie d'une mixtape à la fin de septembre, Baggage Claim, et son premier single, Breathe, le lundi 19 août 2013. Chiddy publie un second single le 12 septembre 2013, HeartBeat (feat. Two Guyz). Le 9 octobre, Chiddy annonce sur Twitter la sortie de Baggage Claim le 11 octobre la même année. La sortie est ensuite repoussée au 16 octobre 2013, puis pour septembre 2014.

## Discographie

### Album studio
- 2012 : Breakfast

### EPs
- 2010 : The Opposite of Adults EP
- 2010 : The Preview
- 2012 : Mind Your Manners EP

### Mixtapes
- 2009 : The Swelly Express
- 2010 : Air Swell
- 2011 : Peanut Butter and Swelly
- 2012 : Grab a Plate
- 2014 : Baggage Claim